# Пасулько, Виктор Васильевич
Ви́ктор Васи́льевич Пасу́лько (укр. Віктор Васильович Пасулько; 1 января 1961, Ильница, Закарпатская область) — советский и украинский футболист, полузащитник; тренер. Мастер спорта СССР международного класса (1988). Двукратный чемпион СССР. Финалист чемпионата Европы-88.

## Биография

### Клубная карьера
Начал заниматься футболом в ДЮСШ села Иршава (ныне — город). Первый тренер — Иштван Дьёрдьевич Шандор. Играл за украинские команды в низших лигах.
В 1982 году перешёл в одесский «Черноморец», где в тот год главным тренером стал Виктор Прокопенко. Молодого полузащитника присмотрел скаут «Черноморца» Валерий Поркуян. Он приехал в Черновцы для просмотра футболиста Максимова, однако в день игры ярче других проявил себя именно Пасулько — забил гол из-за пределов штрафной площадки в «девятку». Поркуян «перехватил» Пасулько у него дома в Иршаве, куда игрока отпустили накануне игры с соперником из Ужгорода. После недолгого разговора Пасулько согласился поехать в Одессу, но рассчитывал вскоре вернуться в «Буковину». Тем не менее он ярко проявил себя на тренировках, после чего Прокопенко заявил, что он остаётся в команде.
Дебют в высшей лиге пришёлся на матч со «Спартаком» в «Лужниках». За одесситов отыграл 5 сезонов, дебютировал в еврокубках.
В 1986 году из-за конфликта внутри команды вынужден был сменить клуб. Одним из решающих моментов к уходу послужила разгромная статья в газете «Собеседник», где Пасулько был представлен рвачом и эгоистом. Вскоре был приглашён Бесковым в московский «Спартак». Сам Пасулько оценивает, что если бы не случилась чернобыльская трагедия, то он скорее перешёл в «Динамо» (Киев). В «Спартаке» ему пришлось поменять стиль игры — вместо игрока, на которого играла вся команда, он становится «чернорабочим» футболистом и приверженцем коллективной игры в пас. Дважды, в 1987 и 1989, завоёвывал золотые медали чемпионата СССР.
В 1990 году отправился играть в Германию, где сначала тренировался с командой «Карлсруэ». Поскольку главному тренеру Винфриду Шеферу требовался чистый нападающий, Пасулько команде не подошёл. Тем не менее почти сразу же подписал контракт с клубом 2-й Бундеслиги «Фортуна» (Кёльн) на 3,5 года. Трансфер игрока обошёлся в сумму около 500 тысяч немецких марок. Пасулько рассчитывал, что сумеет перебраться в 1-ю Бундеслигу, но клуб отпускать его не собирался.
В начале 1993 года создалась конфликтная ситуация между игроком и руководством клуба, из-за которой контракт с Пасулько был расторгнут, а футболисту выплачена компенсация. Вскоре Пасулько заключил двухлетний контракт с клубом 2-й Бундеслиги «Айнтрахт» (Брауншвейг), однако вместе с командой вылетел в региональную лигу. В «Айнтрахте» провёл несколько сезонов, так и не сумев выйти обратно во 2-ю Бундеслигу.

### Тренерская карьера
В 1996—2000 годах играл за полулюбительские коллективы, выступая в роли играющего тренера. Окончив тренерскую школу в Кёльне, руководил командами из Оберлиги (4-й дивизион).
В 2002 году Пасулько поступило предложение от футбольной федерации Молдавии возглавить сборную страны. Особенностью отношений с федерацией стала оплата труда тренера — зарплату ему платила немецкая фирма, которая имела коммерческие интересы в Молдавии и которой было обещано содействие в бизнесе со стороны властей. Пасулько проработал на этом посту три года, особых успехов не добился. В итоге фирме реализовать свои проекты в Молдавии не удалось, и она покинула страну. Вслед за ней ушёл и Пасулько.
Вскоре он отправился в Азербайджан, где возглавил клуб «Хазар-Ленкорань». Спустя непродолжительное время уволился.
В сезоне 2007/08 возглавлял клуб 5-й немецкой бундеслиги ФК «Юнкерсдорф».
В июле 2008 года возглавил узбекистанский клуб «Шуртан» (Гузар).
В 2010 году поработал главным тренером в казахстанской команде «Атырау».
В 2011 году стал обладателем Кубка Казахстана и занял 6-е место в чемпионате с клубом «Ордабасы» из города Шымкент. Причём, когда Пасулько принимал клуб по ходу сезона, команда находилась в психологической яме: один выигранный матч и четыре подряд проигранных. При Пасулько команда одержала пять побед подряд и провела семь матчей без поражений, но в марте 2014 украинец покинул команду.
В июле 2014 года возглавил на Сицилии итальянский клуб «Орландина» из Серии D, но через полгода покинул команду из-за долгов по зарплате.
Затем до апреля 2016 года работал с игравшим во втором дивизионе чемпионата Люксембурга ФК «Роданж 91».
В конце мая 2017 года в третий раз прибыл в Казахстан и принял кокчетавский клуб «Окжетпес», заменив российского тренера Владимира Муханова. В помощники себе Пасулько взял известного казахского футболиста Нуркена Мазбаева. Однако команда, находившаяся в середине турнирной таблицы, опустилась на последнее место, и Пасулько 2 октября был уволен.

### Выступления за сборную
За национальную сборную СССР сыграл 8 матчей (все в течение 1988 года), забил 1 гол. Участвовал непосредственно в самом финале чемпионата Европы 1988 года в матче с командой Голландии, но, поскольку на турнире провёл всего 2 матча из 5, не был удостоен звания заслуженного мастера спорта.
После финального турнира чемпионата Европы 1988 в сборную больше не привлекался. При этом, как признавался Пасулько, бо́льшую часть турнира он провёл с травмой — растяжением связок колена.
Вместе с этим у Пасулько была возможность отправиться в составе сборной СССР на Олимпийские игры в Сеул, однако в последний момент из списков кандидатов он был вычеркнут.

## Достижения

### В качестве игрока
Спартак (Москва)
- Чемпион СССР: 1987, 1989

Сборная СССР
- Серебряный призёр чемпионата Европы: 1988

### В качестве тренера
«Ордабасы»
- Обладатель Кубка Казахстана: 2011
- Обладатель Суперкубка Казахстана: 2012

### Личные
- В списках лучших футболистов УССР[укр.]: 1985 — № 3
- В списках 33 лучших футболистов сезона в СССР: 1985 — № 3
- Мастер спорта СССР международного класса (1988)

## Семья
Отец — врач на машиностроительном заводе в Иршаве. Жена Оксана, с которой вместе вырос в Ильнице. Воспитал двоих сыновей — Сергея и Максима. Семья живёт в небольшом немецком городе Пульхайме близ Кёльна.